# تپه سرآب خشکه علیا ۲
تپه سرآب خشکه علیا ۲ مربوط به دوره اشکانیان است و در شهرستان کرمانشاه، بخش مرکزی، دهستان بالادربند، شمال روستای سرآب خشکه علیا واقع شده و این اثر در تاریخ ۲۶ اسفند ۱۳۸۷ با شمارهٔ ثبت ۲۵۶۱۲ به‌عنوان یکی از آثار ملی ایران به ثبت رسیده است.